# Kieszeń pełna żyta
Kieszeń pełna żyta (ang. A Pocket Full of Rye) – powieść Agathy Christie wydana w 1953. Książka jest typowym przykładem twórczości autorki – opowiada o morderstwie w bogatym domu, skłóconej rodzinie i gronie podejrzanych ograniczonym do kilkunastu osób.

## Fabuła
Rex Fortescue, dyrektor agencji powierniczej, niespodziewanie słabnie w swoim biurze i wkrótce umiera. Lekarze odkrywają w ciele denata taksynę – silną truciznę, którą, jak ustalają, musiał zażyć jeszcze w domu, podczas śniadania. Śledztwem zajmuje się inspektor Neele, który wraz z podwładnymi natychmiast udaje się do posiadłości rodziny Fortescue, Domku Pod Cisami, by przesłuchać domowników. Okazuje się, że Rex nie był uwielbiany przez krewnych i wiele osób mogło życzyć mu śmierci.
W sprawę zamieszani są:
- Adela Fortescue – świeżo upieczona żona zmarłego, młodsza od niego o ponad trzydzieści lat. Kobieta określana mianem „sex bomby”, która dla pieniędzy wyszła za bogatego przedsiębiorcę, którego skrycie zdradzała.
- Parcival Fortescue – najstarszy syn Rexa, człowiek pedantyczny i dokładny. Nie pochwalał jednakże prowadzonych w ostatnim czasie przez ojca ryzykownych transakcji, które mogły przynieść firmie duże straty.
- Jennifer Fortescue – żona Parcivala, była pielęgniarka. Próżna kobieta, której jedyną rozrywką są stroje, zakupy i plotki.
- Lancelot Fortescue – młodszy syn Rexa. Określany mianem „syna marnotrawnego”, który przed laty popadł z ojcem w konflikt, który zaskutkował zerwaniem stosunków i wyjazdem Lance’a do Afryki. Postać barwna i charakterna – całkowite przeciwieństwo brata. Wraca do Anglii na prośbę ojca, po tym, jak ten stracił zaufanie do starszego syna.
- Patrycja Fortescue – żona Lancelota, którą poznał w Afryce. Dwukrotna wdowa. Kobieta miła i spokojna, niezwykle przywiązana do męża.
- Elaine Fortescue – najmłodsze z dzieci Rexa. Żywiołowa dziewczyna, jest opiekunką grupy skautek. Miała pretensje do ojca po tym, jak ten stanowczo sprzeciwił się jej małżeństwu z biednym narzeczonym.
- Effie Ramsbottom – dużo starsza szwagierka Rexa Fortescue, siostra jego zmarłej przed laty pierwszej żony. Niesympatyczna i oschła staruszka cierpiąca na manię religijną. Nigdy nie wychodzi ze swojego pokoju, mało kogo zaprasza również do siebie.
- Mary Dove – młoda i ładna dziewczyna. Zatrudniona jako zarządzająca służbą.
- Vivian Dubois – przebiegły bawidamek, kochanek Adeli Fortescue. Po śmierci Rexa bardzo zależy mu na tym, żeby policja nie wpadła na trop ich romansu, co mogłoby go uczynić głównym podejrzanym.
- Gerald Wright – narzeczony Elaine. Zrywa z dziewczyną po kłótni z jej ojcem, jednak po jego śmierci pojawia się ponownie, w nadziei na zyski ze spadku.
- Państwo Crump, Gladys Martin, Pani Ellen – służba z Domku Pod Cisami – kucharka, kamerdyner, kredensowa i pokojówka.

Inspektor Neele przesłuchuje wszystkich domowników, jednakże nikt nie ma pojęcia, kto mógł podać panu domu taksynę. Główną podejrzaną staje się Adela Fortescue, która jest wyraźnie zadowolona ze śmierci męża. Staje się też główną spadkobierczynią. Policja podejrzewa, że pani Fortescue mogła popełnić morderstwo sama lub ze swoim kochankiem, Vivianem Dubois. Interesujące wydają się również zeznania kredensowej, Gladys Martin, która wyraźnie boi się czegoś, lecz policji nie udaje się z niej nic wyciągnąć.
Tymczasem do Domku Pod Cisami przyjeżdża wraz z żoną Lancelot, młodszy syn Rexa. Twierdzi on, że przez dłuższy czas nie utrzymywał z rodziną kontaktów po tym, jak ojciec wyrzucił go z domu za podrobienie jego podpisu na czeku. Lancelot mówi, że po wielu latach ojciec napisał jednak do niego, wyrażając nadzieję na poprawę relacji i zapraszając go z powrotem do Anglii.
Niepodziewanie dochodzi do dwóch kolejnych zbrodni. Ginie Adela Fortescue, której podczas podwieczorku ktoś dosypał do kawy cyjanku, a także Gladys, której ciało policja znajduje na podwórzu. Morderca wykazał się tym razem wyjątkowym okrucieństwem oraz czarnym humorem, gdyż ścisnął nos uduszonej dziewczyny klamerką do wieszania prania.
Po śmierci Gladys do posiadłości przyjeżdża jej dawna pracodawczyni, panna Jane Marple (detektyw amator, znana z wielu innych powieści autorki), która oburzona okrucieństwem mordercy postanawia pomóc policji wyjaśnić zagadkę śmierci Gladys oraz pozostałych ofiar.
Głównym podejrzanym staje się teraz Vivian Dubois, który mógł chcieć pozbyć się Adeli jako niewygodnej wspólniczki, o ile faktycznie zamordowali Rexa do spółki. Inspektor Neele odkrywa ponadto, że przed śmiercią pani Fortescue sporządziła testament, zapisując wszystko Vivianowi. Udaje się również dowieść, że w wieczór śmierci Adeli i Gladys pan Dubois kręcił się w pobliżu Domku Pod Cisami.
Policja interesuje się również Parcivalem Fortescue, który także otrzymał po śmierci ojca spory majątek. Dziwnym zbiegiem okoliczności, chłopaka nie było w domu akurat w momentach popełniania trzech morderstw. Niebezpieczna wydaje się też stara panna Ramsbottom, fanatyczka religijna, która jest wyraźnie zadowolona ze śmierci państwa Fortescue, twierdząc, że „grzeszników spotkała sprawiedliwa kara”.
Okazuje się też, że Rex Fortescue, podczas jednej z wypraw w interesach do Afryki zostawił na pastwę losu ciężko chorego na malarię wspólnika, niejakiego pana MacKenzie. Mężczyzna wkrótce zmarł, jednak jego chora psychicznie żona obiecała, że ona i jej dzieci w przyszłości zemszczą się na Reksie. Inspektorowi udaje się dotrzeć do szpitala psychiatrycznego, w którym przebywa obecnie Helena MacKenzie, jednak nie udaje mu się ustalić, co stało się z jej córką – Ruby. Policja podejrzewa, że przebywa ona na terenie Domku Pod Cisami, tym bardziej że od pewnego czasu ktoś próbował zastraszać pana Fortescue – między innymi podrzucając mu na biurko oraz do jedzenia nieżywe kosy. Główną podejrzaną staje się Mary Dove, która z tajemniczych przyczyn nie chce wyjawić swojej prawdziwej tożsamości.
Nikomu z wymienionych nie udaje się niczego dowieść i śledztwo utyka w martwym punkcie. Z pomocą przychodzi jednak panna Marple, która podsuwa inspektorowi właściwe rozwiązanie...

## Rozwiązanie
Ruby MacKenzie faktycznie przebywa w Domku Pod Cisami, jednak nie jest nią Mary Dove, lecz Jennifer Fortescue. Mary nie chciała wyprowadzać inspektora z błędu, by móc potem szantażować Jennifer, że zachowa jej tajemnicę w zamian za korzyści finansowe. Jennifer jednak przyznaje się inspektorowi do wszystkiego. Twierdzi, że faktycznie weszła w rodzinę Fortescue z pragnieniem zemsty, jednak to nie ona zamordowała Rexa.
Rzeczywistym mordercą jest Lancelot. Po ślubie z Patrycją zapragnął stworzyć im obojgu godziwe warunki do życia i w tym celu skontaktował się z ojcem. Jednakże relacja z tego, że ojciec pragnął się z nim pogodzić, była przez niego wymyślona. W rzeczywistości, Rex Fortescue nie zapomniał dawnych uraz i odprawił syna z kwitkiem.
Lancelot nie dał jednak za wygraną. Zorientował się, że Kopalnia Kos – jedna z pozornie nieudanych inwestycji ojca, jest tak naprawdę warta fortunę. Obmyślił zatem misterny plan morderstwa, by móc ją przejąć. Kilka miesięcy przez zbrodnią odwiedził Anglię i rozkochał w sobie naiwną służącą, Gladys Martin, podając zmyślone imię i nazwisko – Albert Evans. „Albert” powiedział ukochanej, że jego ojciec został kiedyś skrzywdzony przez Rexa Fortescue i pragnie dowieść jego winy. W tym celu, Gladys miała zatrudnić się na służbę w Domku Pod Cisami, a on sam postarać się o „tajemniczy środek prawdy”, który Gladys doda do słoika z marmoladą. W rzeczywistości owym środkiem była taksyna, jednak naiwna służąca uwierzyła we wszystko i faktycznie dodała trucizny do pożywienia pana Fortescue. Po tym, jak okazało się, że w ten nieumyślny sposób popełniła morderstwo, zaczęły ją gryźć wyrzuty sumienia i chciała wyznać wszystko policji. Lancelot był jednak szybszy i zamordował dziewczynę. Zginąć musiała również Adela, która mogłaby zeznać policji o rzeczywistym przebiegu rozmowy między ojcem i synem, której była świadkiem i powiedzieć, że tak naprawdę Rex wcale nie zamierzał wybaczyć Lance’owi.
Po przyjeździe do Anglii, Lancelot oznajmił, że zamierza zostać młodszym wspólnikiem Parcivala, który przejął firmę po śmierci ojca. Nie zamierza jednak zagarniać dla siebie tych najbardziej pewnych inwestycji. Stwierdził, że wystarczy mu jedynie „kilka inwestycyjnych śmieci”, a wśród nich Kopalnia Kos. Parcival chętnie by na to przystał, błędnie przekonany, że kopalnia faktycznie nie ma wartości.
Inspektor Neele obawia się, że nie będzie w stanie udowodnić mordercy winy. Jednak panna Marple po powrocie do St Mary Meed, zastaje w swoim domu list, który jeszcze za życia napisała do niej Gladys. Okazuje się, że jest do niego załączona fotografia dziewczyny z „Albertem”, co prawdopodobnie pozwoliło później ukarać sprawcę.